# 天主教伊塞爾尼亞-韋納夫羅教區
天主教伊塞爾尼亞-韋納夫羅教區（拉丁語：Dioecesis Aeserniensis-Venafrensis）是天主教會在義大利的一個教區。屬坎波巴索-波亞諾總教區。

## 歷史
韋納夫羅第一位見於文獻的主教在499年參加了教宗西瑪克召開的宗教會議。595年後至直到1032年，由於倫巴第人入侵，教區的記載消失。此後教區與伊塞爾尼亞及博維諾的教座合併，直到德敖斐羅主教的任期結束（其任期始於1230年）。1818年6月27日被撤銷，併入伊塞爾尼亞教區。
伊塞爾尼亞教區根據比較可靠的歷史資料可追溯至8世紀。
1852年6月19日恢復了韋納夫羅教區，但與伊塞爾尼亞教區以aeque principaliter方式聯合。1976年8月21日由卡普阿總教區管轄改為由新成立的坎波巴索-波亞諾總教區管轄。1986年9月30日成立新的教區並易名至今。

## 現況
教區包括伊塞爾尼亞省廿七市及卡塞塔省五市。2006年有教友60,000人，佔轄區總人口96.2%。教區下轄四十八個堂區，有七十五名司鐸。現任教區主教為卡米洛·奇博蒂。